# 松永博子
松永 博子（まつなが ひろこ、1991年8月10日 - ）は、日本のファッションモデル。2009年、ミス・ワールド日本代表に選ばれ、ミス・ワールド2010世界大会に出場。「モデル・タレント・インストラクターなど、多彩な才能で結成されたラテン系ダンスヴォーカルユニット」Stilo Kramelo（エスティロ・カラメロ）に所属していたこともある（HIROKO名義）。
フィギュアスケート選手でプリンスアイスワールドに所属する松永幸恵は姉である。

## 経歴
1991年8月10日、福岡市中央区に生まれる。久留米市に育つ。
福岡舞鶴高等学校入学。在学中の2009年12月13日、ミス・ワールド日本代表に選ばれる。
2010年1月13日、ミス・ワールド2009のケーン・アルドリノが来日した際、都内のパーティーで共演。報道によると、英語の成績は5段階評価の「5」であるが、アルドリノから英語で話しかけられると「よく聞き取れなかった」。
2010年1月14日、映画『Dr.パルナサスの鏡』のジャパンプレミアに出席。
2010年10月30日、中国で開催されたミス・ワールド2010決勝に出場するも入賞はかなわなかった。
2010年11月20日、ミス・インターナショナルとミス・ワールドの日本代表選出大会が東京都豊島区で開催された。ミス・ワールド日本代表に岡山県出身のタレント・田中緑（22）が選ばれ、松永からティアラを引き継いだ。
2013年、浦安市のシェラトン・グランデ・トーキョーベイ・ホテルで行われたファッションショーでウエディングドレスを披露。

### Stilo Krameloとして
特に断らない限り、Stilo Krameloがインストラクターおよびパフォーマーを務めるダンススタジオの公式ブログを出典とする。
ステージ・イベント
| 年   | 月 | 日    | イベント・ステージ                         | 開催地                   | 会場                                   | 備考   |
| ---- | -- | ----- | ------------------------------------------ | ------------------------ | -------------------------------------- | ------ |
| 2012 | 7  | 1     | BEAUTY COLLABO FAIR                        |                          |                                        |        |
| 2012 |    |       | フントスFUKUOKA                            | 福岡県                   |                                        |        |
| 2012 | 9  | 15-16 | 第16回イスラ・デ・サルサ                   | 福岡市シーサイドももち   |                                        |        |
| 2012 |    |       | DANCE EXPRESSION九州2012                   | 福岡県                   |                                        | 優勝   |
| 2012 |    |       | Familia Salsa Party                        | 福岡県                   |                                        |        |
| 2012 | 11 | 25    | 第32回ジャパンカップ                       | 東京都                   |                                        |        |
| 2012 | 12 | 15    | IZUMO Myth Collection                      | 島根県松江市             | 島根県立産業交流会館（くにびきメッセ） |        |
| 2013 | 5  | 3     | 博多どんたく＠天神ビブレ演舞台             |                          |                                        |        |
| 2013 | 5  | 18-19 | DANCE EXPRESSION九州2013                   |                          |                                        |        |
| 2013 | 6  | 6     | 「CROSS FM」ゴルフコンペアフターパーティー |                          |                                        |        |
| 2013 | 8  | 3     | 第二回港祭り夏の夜2013 カモメのバザール    | 福岡市中央区             | 博多漁港かもめ広場                     | [ 12 ] |
| 2013 | 8  | 17    | 第17回イスラ・デ・サルサ                   |                          |                                        |        |
| 2013 | 9  | 15    | 「タモリカップ福岡」表彰式                 |                          |                                        |        |
| 2013 | 9  | 29    | おんち処会話歌謡祭                         |                          |                                        |        |
| 2013 | 10 | 4     | 福岡ダンスウィーク                         | 福岡市                   |                                        | [ 13 ] |
| 2013 | 10 | 26    | 第９回釜山世界花火祭り(부산세계불꽃축제)   | 釜山市水営区広安里ビーチ |                                        |        |
| 2013 | 11 | 28    | 全国賃貸管理ビジネス協会懇親会             | 熊本市中央区上通町       | ホテル日航熊本                         |        |
| 2013 | 12 | 6     | Sakura y su Pinto Con Pintulaライブ        |                          |                                        |        |
| 2013 | 12 | 8     | Familia Salsa Party vol.7                  |                          |                                        |        |
| 2014 | 2  | 14    | Fukuoka Now主催バレンタインパーティ！      | 福岡市博多区博多駅南     | WITH THE STYLE FUKUOKA                 |        |

出版
- ガリヤ 2014年2月号
- ガリヤ 2014年1月号
- ぐらんざ 2013年6月号

ラジオ
- 2013年10月20日　RKBラジオ祭り
- 2013年3月24日　春だ！ラジオだ！スプリングフェスティバル（RKB、LOVE FM、MBC）

### スケーターとして
- 姉の影響で幼少時よりスケートを習う[2]。パピオフィギュアクラブに所属していた。

| 年月日           | 大会                                           | 部門          | 順位 | 備考                                                             |
| ---------------- | ---------------------------------------------- | ------------- | ---- | ---------------------------------------------------------------- |
| 2001年9月29-30日 | 中四国・九州フィギュア・スケート選手権大会大会 | ノービスB女子 | 9位  | パピオアイスアリーナ(福岡市博多区)                               |
| 2002年10月5-6日  | 中四国・九州フィギュア・スケート選手権大会     | ノービスB女子 | 5位  | パピオアイスアリーナ(福岡市博多区)                               |
| 2003年10月4日    | 中四国・九州フィギュア・スケート選手権大会     | ノービスA女子 | 12位 | パピオアイスアリーナ(福岡市博多区)                               |
| 2004年10月9-10日 | 中四国・九州フィギュア・スケート選手権大会     | ノービスA女子 | 15位 | 平田市立宍道湖公園「湖遊館」アイススケートリンク（島根県平田市） |
| 2007年9月29-30日 | 中四国・九州フィギュア・スケート選手権大会     | ジュニア      | 18位 | パピオアイスアリーナ(福岡市博多区)                               |
| 2005年10月1-2日  | 中四国・九州フィギュア・スケート選手権大会     | ジュニア      | 11位 | パピオアイスアリーナ(福岡市博多区)                               |